# Amegilla calva
Amegilla calva es una especie de abeja excavadora perteneciente al género Amegilla, categorizada en la tribu Anthophorini, de la subfamilia Apinae. Fue descrita científicamente por el entomólogo australiano Percy Tarlton Rayment en 1935.
La hembra mide 16 mm de longitud, las alas anteriores 5,3 mm; el macho mide 15 mm de longitud y las alas anteriores 10 mm.

## Distribución
Se distribuye por Australia,
 en Australia Occidental, Territorio del Norte, Nueva Gales del Sur y Queensland.